# Verbotene Liebe
Verbotene Liebe é uma telenovela alemã, transmitida originalmente pelo Das Erste. A novela teve a sua primeira transmissão em Janeiro de 1995, situando a sua trama na cidade de Düsseldorf. O título da novela, em português, Amor proibido, surge da história inicial de dois irmãos gémeos que, sem saberem, se conhecem na juventude e se apaixonam. Em 2005 recebeu o Rose d'Or de melhor telenovela e em 2010 foi novamente nomeada.

## História
A telenovela iniciou com a história de Jan Brandner e Julia von Anstetten, dois jovens que se conhecem e se apaixonam perdidamente, sem saberem que são irmãos gémeos, separados à nascença. A telenovela tornou-se popular em diversos países, por focar temáticas ditas controversas ou tabu, de forma mais recorrente ou até "normal". Temas como o incesto, suicídio, rapto, homossexualidade e confusão sexual, abuso de drogas e a violação, são recorrentes na trama. A temática LGBT é tratada abertamente, havendo habitualmente personagens e relacionamentos homossexuais, e tidos como aceites na sociedade. Actualmente o enredo gira em torno das famílias Wolf e Lahnstein.

## Elenco

### Principal
| Actor                 | Personagem                   | Duração                |
| --------------------- | ---------------------------- | ---------------------- |
| Janina Isabell Batoly | Bella Jacob                  | 2012–                  |
| Stefanie Bock         | Leonie Richter               | 2011–                  |
| Till Demtrøder        | Thomas Wolf                  | 2011–                  |
| Wolfram Grandezka     | Ansgar von Lahnstein         | 2004–                  |
| Jens Hartwig          | [[Jens Hartwig]]             | 2009–                  |
| Tatjana Kästel        | Rebecca von Lahnstein (#2)   | 2012–                  |
| Jana Julie Kilka      | Jessica Stiehl               | 2010–                  |
| Melanie Kogler        | Marlene Wolf                 | 2011–                  |
| Miriam Lahnstein      | Tanja von Lahnstein          | 1995–1998, 2001, 2004– |
| Krystian Martinek     | Ludwig von Lahnstein         | 2009–2013              |
| Gabriele Metzger      | Charlotte Schneider          | 1995–                  |
| Nicole Mieth          | Kimberly Wolf (#2)           | 2011–                  |
| Christoph Mory        | Hagen von Lahnstein (#2)     | 2011–2013              |
| Dominic Saleh-Zaki    | Andreas Fritzsche            | 2001–2007, 2009–       |
| Patricia Schäfer      | Viktoria Wolf                | 2011–                  |
| Sebastian Schlemmer   | Sebastian von Lahnstein (#2) | 2009–                  |
| Remo Schulze          | Timo Mendes                  | 2011–                  |
| Daniel Sellier        | Dr. Ricardo Mendes           | 2011–                  |
| Martina Servatius     | Elisabeth von Lahnstein      | 1999–                  |
| Jo Weil               | Oliver Sabel                 | 1999–2002, 2007–2014   |
| Thore Schölermann     | Christian Mann               | 2006–2013              |
| Florian Wünsche       | Emilio Sanchez               | 2011–                  |

### Recorrentes
| Actor                        | Personagem                | Duração |
| ---------------------------- | ------------------------- | ------- |
| Melvin-Maximilian Eisenstein | Hannes von Lahnstein (#3) | 2011–   |
| Rosemarie Klein              | Mrs. Linse                | 2008–   |
| Lutz Marquardt               | Luca Fontanello           | 2009–   |
| Nicole Schweizer             | Tine Dröge                | 2011–   |
| Claus Thull-Emden            | Butler Justus Stiehl      | 2007–   |
| Katrin Wolter                | Josie Zech                | 2012–   |

### Regressos
| Actor             | Personagem           | Estado             |
| ----------------- | -------------------- | ------------------ |
| Krystian Martinek | Ludwig von Lahnstein | até 23 bril        |
| Christoph Mory    | Hagen von Lahnstein  | até 23 de abril    |
| Julia Sontag      | Martha Wolf          | estreia 16 de maio |
| por anunciar      | Júri Adam            | por anunciar       |